# Chanpatan, Shorapur
Chanpatan là một làng thuộc tehsil Shorapur, huyện Gulbarga, bang Karnataka, Ấn Độ.